# Niedźwiadna (gromada)
Niedźwiadna – dawna gromada, czyli najmniejsza jednostka podziału terytorialnego Polskiej Rzeczypospolitej Ludowej w latach 1954–1972.
Gromady, z gromadzkimi radami narodowymi (GRN) jako organami władzy najniższego stopnia na wsi, funkcjonowały od reformy reorganizującej administrację wiejską przeprowadzonej jesienią 1954 do momentu ich zniesienia z dniem 1 stycznia 1973, tym samym wypierając organizację gminną w latach 1954–1972.
Gromadę Niedźwiadna z siedzibą GRN w Niedźwiadnej utworzono – jako jedną z 8759 gromad – w powiecie grajewskim w woj. białostockim, na mocy uchwały nr 15/V WRN w Białymstoku z dnia 4 października 1954. W skład jednostki weszły obszary dotychczasowych gromad Niedźwiadna, Kurki, Brzeźno, Hojnowo, Mazewo, Dołęgi, Czarnówek, Wojsławy, Kownacin, Jambrzyki, Załuski i Czarnowo ze zniesionej gminy Szczuczyn w tymże powiecie. Dla gromady ustalono 16 członków gromadzkiej rady narodowej.
31 grudnia 1959 z gromady Niedźwiadna wyłączono wsie Wojsławy, Kownacin i Brzeźno oraz przysiółek Kownacinek, włączając je do gromady Surały w powiecie kolneńskim w tymże województwie.
Gromadę Niedźwiadna zniesiono 31 grudnia 1961, a jej obszar włączono do nowo utworzonej gromady Szczuczyn.